# Ioan și Viorel Micula
Ioan și Viorel Micula, sunt doi frați gemeni, oameni de afaceri din România care s-au născut în satul Cucuceni, comuna Rieni, județul Bihor, pe data de 8 aprilie 1957. Ei sunt proprietarii grupului European Drinks, European Food, Scandic Distilleries și Transilvania General Import Export. Printre brandurile recunoscute ale grupului se numără Izvorul Minunilor, Frutti Fresh, Adria, Naty, Rollo, Olla, Viva și Bürger. Grupul European Drinks & Food controlează între 25 și 30 de procente din piața de sucuri și bere. Activitatea grupului alimentar nu se oprește la granițele României. Există investiții majore în Cehia, Slovacia, Ungaria, Polonia, Republica Moldova, Spania și Italia. În 2008, grupul exporta în peste 22 de țări, inclusiv în Japonia și China. Poate cel mai cunoscut brand pe care cei doi frați îl dețin este reprezentat de apa minerală Izvorul Minunilor, apă minerală mediu-carbonatată. În 2022 aveau o avere estimată la 200-210 milioane de euro.

## Zona imobiliară
Cei doi dețin 2,2 milioane metri pătrați de terenuri în toată țara, și multe hoteluri, atât la mare, cât și la munte, printre care se numără hotel Unirea, hotel Patria, hotel Național din stațiunea Mamaia, hotel Banat, hotel Romanța, hotel Slatina, hotel Caraiman sau hotel Prahova din stațiunile Neptun-Olimp și un hotel la Stâna de Vale. Celelalte investiții în zona imobiliară sunt ținute în secret, unul din motive fiind faptul că de mult timp sunt implicați într-o dispută cu statul român. Cei doi susțin că statul le-a adus pierderi prin nerespectarea unor facilități de care ar fi trebuit să beneficieze.

## Mass-media
Pe lângă investițiile în domeniul hotelier și cel imobiliar, cei doi dețin trustul de presă Centrul Național Media, în structura căruia se află posturile Național TV, Favorit TV, Național 24 Plus, Național FM și ziarul Realitatea Românească.